# Politotdielskoje (obwód wołgogradzki)
Politotdielskoje (ros. Политотдельское) – wieś w Rosji, w obwodzie wołgogradzkim, w rejonie nikołajewskim. W 2010 liczyła 1085 mieszkańców.